# Elezioni locali in Corea del Nord del 1947
Nel 1947 in Corea del Nord si tennero due elezioni locali. Le elezioni per i comitati popolari dei paesi e dei quartieri si tennero il 22 febbraio con un'affluenza del 99,85%, mentre le elezioni dei comitati popolari cittadini si tennero il 6 marzo con un'affluenza del 99,98%. In totale furono eletti 70 454 deputati.